# 拉夫羅韋 (蘇梅州)
50°57′20″N 33°51′10″E / 50.95556°N 33.85278°E
拉夫羅韋（烏克蘭語：Лаврове）是位於烏克蘭東北部的村莊，由蘇梅州羅姆內區的內德里海利夫市鎮負責管轄。該村處於比日河右岸，距離什馬托韋1公里，海拔高度173米，2001年人口85。